# Vitis schumanniana
Vitis schumanniana är en vinväxtart som beskrevs av Carl Ernst Otto Kuntze. Vitis schumanniana ingår i släktet vinsläktet, och familjen vinväxter. Inga underarter finns listade i Catalogue of Life.